# Antennaria semiovata
Antennaria semiovata är en svampart som beskrevs av Berk. & Broome 1854. Antennaria semiovata ingår i släktet Antennaria och familjen Venturiaceae. Inga underarter finns listade i Catalogue of Life.